# Carmen Douma-Hussar
Carmen Douma-Hussar (née le 12 mars 1977) est une athlète canadienne, spécialiste des courses de demi-fond.

## Biographie
Elle remporte la médaille d'argent du 1 500 mètres lors des championnats du monde en salle 2004 de Budapest, devancé par l’Éthiopienne Kutre Dulecha. Cette même année, elle obtient la médaille de bronze par équipes du cross court aux championnats du monde de cross après avoir pris la 17e place en individuel.
Elle se classe 9e du 1 500 m des Jeux olympiques de 2004 et 9e des championnats du monde 2005.